# Jacques Gay (peintre)
Pour les articles homonymes, voir Jacques Gay et Gay.
Jacques Louis Gay est un peintre français né à Voreppe le 22 février 1851 et mort à Grenoble le 6 mai 1925. Peintre de genre, portraitiste et paysagiste, il a peint de nombreuses scènes campagnardes.

## Biographie
Jacques Louis Gay est né le 22 février 1851 à Voreppe (Isère de Jacques Gay, cultivateur, et Julienne Didier, son épouse, demeurant au hameau des Balmes. Il est le benjamin d'une fratrie de six enfants.
Après avoir suivi une formation de typographe, il choisit d'étudier la peinture à Grenoble auprès de Firmin Gautier. À la mort de ce dernier, en 1877, il part à Paris suivre les cours du maître Jean-Léon Gérôme. Il expose pour la première fois en 1881 au Salon des artistes français. Il retourne peu après à Grenoble où il peint le portrait d'Alexandre Debelle, alors conservateur du musée de cette ville.
Ami de Ernest Hébert, il fait partie du groupe de peintres se réunissant à Proveysieux autour de Jean Achard et Théodore Ravanat. Il est parfois rattaché à l'école dauphinoise. 
Il envoie régulièrement des œuvres au Salon de 1878 à 1902. Attaché à sa province dauphinoise, il en peint les villages, les habitants, les intérieurs dans un style réaliste et avec une sensibilité chaleureuse. 
Jacques Gay meurt le 6 mai 1925 à Grenoble. Certains de ses tableaux sont conservés au musée de Grenoble et au musée de Bourgoin-Jallieu..

## Œuvres dans les collections publiques
- Grenoble, musée de Grenoble :
  - Portrait d'Émilienne Didier, mère de l'artiste, huile sur toile, inv. MG 1997-13[4] ;
  - Portrait du peintre Alexandre Terras, huile sur toile, inv. MG 1482[5] ;
  - Un homme de lettres dans son cabinet de travail. Portrait de M. Henri Second, 1900, huile sur toile, inv. MG 1664[6] ;
  - Portrait de M. Debelle, ancien conservateur du musée de Grenoble, 1881, huile sur toile, inv. MG 911[7] ;
  - Portrait de Henri Ding, lithographie, inv. MG 2093.

Œuvres de Jacques Gay
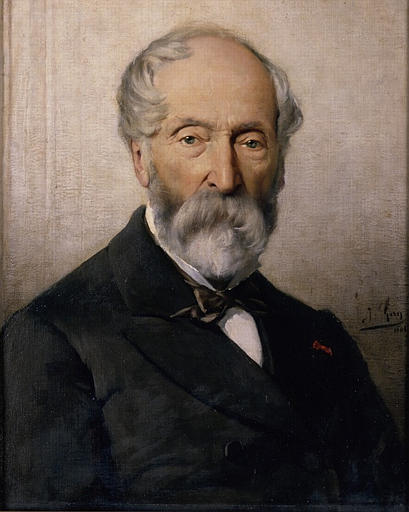
Portrait de M. Debelle, ancien conservateur du musée de Grenoble (1881), musée de Grenoble.
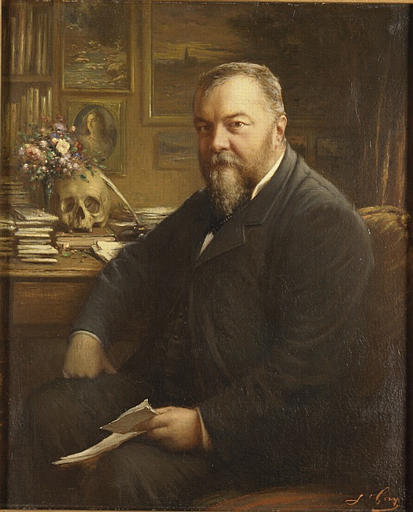
Un homme de lettres dans son cabinet de travail. Portrait de M. Henri Second (1900), musée de Grenoble.
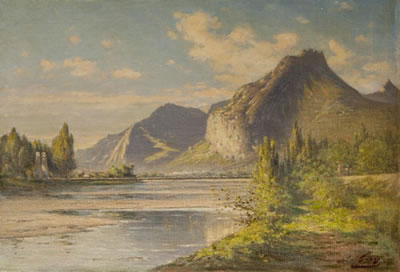
Les Rives du Drac, ou Le Casque de Nèron, localisation inconnue.